# Friedrich Pilgram
Friedrich Pilgram (* 19. Januar 1819 in Imbach bei Solingen; † 21./30. November 1890 in Monheim am Rhein) war ein deutscher Philosoph und theologischer Schriftsteller.
Pilgram war erster Chefredakteur der Zentrumszeitung Germania (1870/71).
Er wurde während seines Studiums 1844 Mitglied der Burschenschaft Fridericia Bonn.
Nach seiner Beschäftigung mit Hegel und Schelling konvertierte er 1846 zum Katholizismus. In der sozialen Frage setzte er sich für eine Zuständereform ein. Theologisch ging er von einer gegenseitigen Verwiesenheit von Glauben und Wissen aus und fasste die Kirche als „Gemeinschaft der Menschen mit Gott und untereinander“ auf. Mit diesen Auffassungen wurde er zum Wegbereiter späterer Theologie.

## Werke
- Werkauswahl in: Friedrich Pilgram. Graz-Wien-Köln: Styria 1970, 55–326.

---
- Neue Grundlagen der Wissenschaft vom Staate. Berlin: Stankiewicz 1869
- Physiologie der Kirche: Forschungen über die geistigen Gesetze, in denen die Kirche nach ihrer natürlichen Seite besteht. Mainz: Kirchheim 1860
- Leben und Wirken der hervorragendsten Protestanten: betrachtet aus katholischen Glaubensprincipien.  Leipzig: Reclam 1857. (Leben und Wirken des Grafen Nikolaus Ludwig von Zinzendorf.)
- Controverse mit den Ungläubigen: über die Realität des Wissens und die Logik des Glaubens. Freiburg i. Br., 1855
- Sociale Fragen, betrachtet aus dem Prinzip kirchlicher Gemeinschaft. Freiburg: Herder in Comm. 1855.